# Linkou
Linkou är ett härad som lyder under Mudanjiangs stad på prefekturnivå i Heilongjiang-provinsen i nordöstra Kina.